# Противопожарна просека
Противопожарната просека е ивица земя, незаета с растителност или други възпламеними материали, която служи за бариера за спиране или забавяне развитието на горски или полски пожар. Природни обекти като каньони, реки и езера се явяват естествени противопожарни просеки, но обичайно с термина се означават обекти, изградени от човека с цел противопожарна защита. Наред с лесокултурните прегради и минерализованите ивици, противопожарните просеки са част от противопожарната инфраструктура. Магистрали, асфалтови и черни пътища и други подобни също могат да играят такава роля.

## Описание
При изграждането на противопожарна просека, основната цел е премахването на мъртвата растителна маса и горска постилка и достигането до минерална почва. Различни методи се прилагат при първоначалното разчистване и след това поддържането на просеката чиста, като в оптималния случай са спазени добрите практики от областта на устойчивото лесовъдство и противопожарното инженерство. Основната цел е да се максимизира ефективността на противопожарната просека за забавяне разпространението на горския пожар и, използвайки такива просеки с достатъчен размер и гъстота, да се редуцира максимално възможния обхват на пожара. Допълнително поставени цели са да се поддържа горската екология и да се намали влиянието на горските пожари върху замърсяването на въздуха и глобалното затопляне.
В много случаи е полезно поддръжката на противопожарната просека да се извършва наред със събирането на горски продукти като дървесина и горивна биомаса, доколкото това са естествено свързани дейности целящи отстраняването от гората на горивен материал на определените за просеки места. Когато тази дейност се извършва правилно, стойността на тези продукти на горското стопанство може осезателно да надвиши цената за поддържането на противопожарната просека.

## Ефективност
В зависимост от условията на околната среда и установената относителна ефективност на дадена противопожарна просека, просеките сами по себе си често не са достатъчни и трябва да се поддържат с допълнителни огнеборчески дейности. Дори и тогава понякога огънят успява да се разпространи през привидно непреодолими просеки в резултат от много силен вятър, който носи – понякога с километри – горяща жар, както е документирано в големия пожар в Национален парк Йелоустоун през 1988 година и при австралийски пожар от 2009 година в масивни евкалиптови насаждения.